# Иса, Муса
Муса Иса (англ. Musa Isah; род. 4 января 2002, Кадуна) — нигерийский футболист, опорный полузащитник клуба «Академия».

## Карьера

### «Белшина»
В августе 2020 года футболист присоединился к молдавскому клубу «Суклея», за который успел отличился 2 забитыми голами. В марте 2021 года футболист на правах свободного агента перешёл в белорусский «Гомель». В гомельском клубе футболист выступал за дублирующий состав. Дебютировал за клуб футболист 22 июня 2021 года в матче Кубка Белоруссии против «Орши», выйдя на поле в стартовом составе. Больше футболист за клуб не провёл ни матча, который покинул по окончании сезона. В феврале 2022 года футболист проходил просмотр в бобруйской «Белшине». В марте 2022 года футболист официально присоединился к бобруйскому клубу. Дебютировал за клуб футболист 20 марта 2022 года в матче против могилёвского «Днепра», выйдя на плле в стартовом составе. Дебютный гол за клуб футболист забил 29 мая 2022 года в матче против гродненского «Немана». На протяжении сезона футболист выступал за клуб в роли одного из ключевых игроков, отличившись 2 забитыми голами и 2 результативными передачами. 

### «Льейда»
В январе 2023 года появилась информация, что в услугах футболиста интересовался испанский клуб «Льейда». В марте 2023 года футболист официально покинул распоряжение белорусской «Белшины». В июле 2023 года футболист находился в распоряжении испанского клуба, к которому присоединился на полноценной основе, ожидая все необходимые документа для его дальнейшей регистрации. Дебютировал за клуб футболист 3 сентября 2023 года в матче против клуба «Ла-Нусия», выйдя на замену в начале второго тайма. Дебютным забитым голом за клуб футболист отличился 9 марта 2024 года в матче против клуба «Эспаньол B». По итогу основного этапа чемпионата футболист вместе с клубом занял итоговое пятое место, отправившись в стыковые матчи на повышение в дивизионе. По итогу стыковых матчей «Льейда» уступила клубу «Еклано». На протяжении сезона футболист выступал за клуб преимущественно в роли игрока замены, отличившись своим единственным забитым голом. Новый сезон футболист начинал в составе испанского клуба, однако провёл всего лишь несколько матчей, в которых появился на поле лишь под конец основного времени. В январе 2025 года футболист покинул испанский клуб.

### «Академия» Пуэрто-Кабельо
В январе 2025 года футболист на правах свободного агента присоединился к венесуэльскому клубу «Академия», подписав контракт до конца сезона. Дебютировал за клуб футболист 1 февраля 2025 года в матче против клуба «Яракуянос», выйдя на поле в стартовом составе. В апреле 2025 года футболист выбыл из распоряжения венесуэльского клуба из-за операции на крестообразной связке.